# Rachel Yanait Ben-Zvi
Rachel Yanait Ben-Zvi (hebreo: רחל ינאית בן-צבי; 1886 - 16 de noviembre de 1979) fue una autora y educadora israelí, y un destacada laborista sionista. Ben-Zvi fue la esposa del segundo presidente de Israel, Yitzhak Ben-Zvi.

## Biografía
Rachel Yanait, nacida Golda Lishansky en la ciudad de Malyn, Radomyslsky Uyezd, Gobernación de Kiev, Imperio Ruso (actualmente Ucrania). Cuando era adolescente en Kiev, se unió al recién formado partido clandestino marxista/sionista Poalei Zion. Mientras estudiaba, se mantuvo a sí misma enseñando hebreo. En 1904 formaba parte de un grupo de 16 jóvenes detenidos tras una reunión clandestina. Estuvo detenida durante varios meses en la prisión de Lukyanivska por ser judía y estar en Kiev sin permiso.
Al año siguiente, mientras estudiaba agricultura en Francia, fue elegida como delegada de Poalei Zion de Malyn al Séptimo Congreso Sionista en Basilea. Después del Congreso acompañó a Ber Borochov en una visita al líder de la Organización Sionista Alemana en Berlín, el Dr. Arthur Hantke. Lo persuadieron para que financiara la compra de armas que ingresaron de contrabando a Kiev.
En 1908, emigró a Eretz Israel, que entonces estaba bajo el dominio del Imperio Otomano. Fue una de las miembros fundadoras de Poalei Zion en la Tierra de Israel. En Jerusalén dio clases sobre Josefo en el Gymnasium Hebreo. Al año siguiente, ella y Yitzhak Ben Zvi participaron en la primera reunión de Hashomer, la milicia clandestina judía. En 1911 estudió agricultura en la Universidad de Grenoble. Al graduarse regresó a Eretz Israel. Durante la Primera Guerra Mundial fue la única líder de Poalei Zion que permaneció en la colonia otomana. Después de la guerra, cambió su nombre a Yanait, en honor al rey asmoneo Alejandro Janneo. En 1918 se casó con Ben-Zvi, líder de Poalei Zion y cofundador de Hashomer. Tuvieron dos hijos.

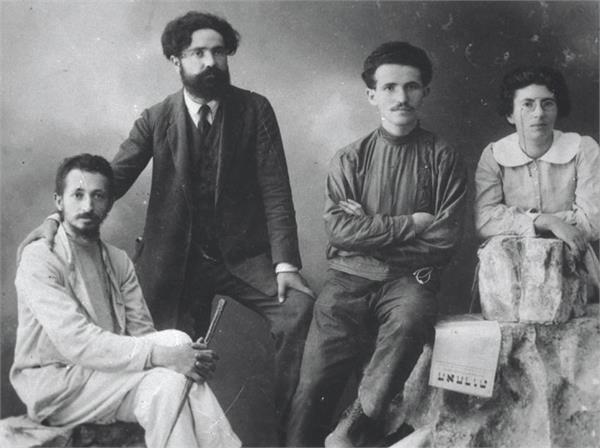
Ben Zvi, Zerubavel, Ben Gurion y Yanait Ben Zvi; 1911.

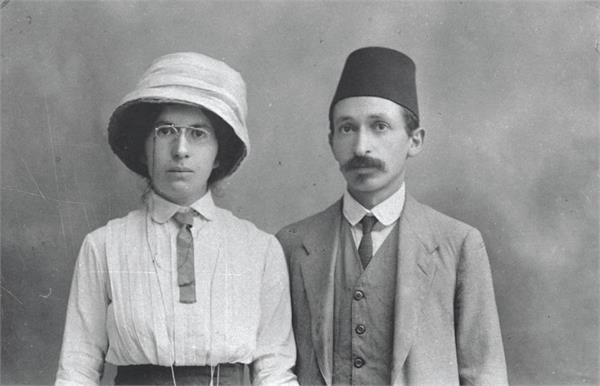
Rachel Yanait con Yitzhak Ben Zvi; 1913.

Después de la Primera Guerra Mundial, fundó "La Granja Educativa" en Jerusalén; una finca que brindaba educación agrícola a las mujeres. Fue una de las fundadoras del "Gimnasium Hebreo" en Jerusalén y siguió siendo una activista laboral. También participó activamente en la organización de autodefensa judía Hagana y organizó la aliyá clandestina de inmigrantes a través de Siria y Líbano.
Su hijo, Eli, murió en marzo de 1948 en Beit Keshet durante la Guerra de Independencia de Israel.
Después de la fundación del Estado de Israel, participó activamente en la absorción de inmigrantes de los países árabes.
En 1952, su marido fue nombrado presidente de Israel. Como primera dama de Israel, abrió las puertas de la casa del presidente a personas de todos los estratos de la sociedad israelí. Durante ese tiempo, escribió sobre educación y defensa y escribió una autobiografía llamada Somos Olim (אנו עולים / anu olim), que se publicó en 1961.
En 1978, Ben-Zvi recibió el Premio Israel por su contribución especial a la sociedad y al Estado de Israel. Murió el 16 de noviembre de 1979.